# 螺旋卷管螺
螺旋卷管螺（学名：Turridrupa cincta），是新腹足目卷管螺科Turridrupa的一种。主要分布于越南、中国大陆、台湾，常栖息在低潮线下。